# Старий Пашур
Старий Пашу́р (рос. Старый Пашур) — присілок у складі Шарканського району Удмуртії, Росія.

## Населення
Населення — 66 осіб (2010; 86 у 2002).
Національний склад станом на 2002:
- удмурти — 98 %

## Урбаноніми[3]
- вулиці — Зарічна, Нагірна, Підгірна